# Rzeczki (obwód brzeski)
Rzeczki (biał. Рэчкі; ros. Речки) – wieś na Białorusi, w obwodzie brzeskim, w rejonie iwacewickim, w sielsowiecie Rzeczki.
Znajduje się tu parafialna cerkiew prawosławna pw. św. Filareta Metropolity Moskiewskiego.
W dwudziestoleciu międzywojennym miejscowość leżała w Polsce, w województwie poleskim, w powiecie kosowskim/iwacewickim, w gminie Telechany. Po II wojnie światowej w granicach Związku Sowieckiego. Od 1991 w niepodległej Białorusi.